# Piotr Trietjakow
Piotr Nikołajewicz Trietjakow (ros. Пётр Николаевич Третьяков, ur. 30 października?/12 listopada 1909 w Kostromie – zm. 6 grudnia 1976 r. w Leningradzie – rosyjski historyk i archeolog. Członek korespondent Akademii Nauk ZSRR (1958). W latach 1950–1953 redaktor naczelny magazynu "Вопросы истории" (Woprosy Istorii/Pytania Historii). W 1951-1959 dyrektor Instytutu Słowianoznawstwa AN ZSRR, "starszy pracownik naukowy" (starszyj naucznyj sotrudnik – to w ZSRR i obecnie Rosji tytuł/учёное звание [nie stopień naukowy/учёная степень]) w Instytucie Archeologii ZSRR. Znawca słowiańskiej i wschodnioeuropejskiej historii i archeologii. Główne odkrycia: grodzisko Bieriezniaki (rejon rybnicki w obwodzie jarosławskim), dawne osady w dorzeczu Desny. Trietjakow zorganizował m.in. prace nad przybliżeniem czytelnikowi rosyjskojęzycznemu historii Bułgarii, Polski i Czechosłowacji, w opracowywaniu pierwszych tomów uczestniczył jako autor i redaktor.

## Polskie wydania
- Niektóre zagadnienia pochodzenia narodów w świetle prac Stalina o języku i językoznawstwie, Warszawa 1951.
- Plemiona wschodnio-słowiańskie : zarys popularno-naukowy przekład Zbigniewa Wójcika, Warszawa: "Książka i Wiedza" 1949[1].